# Macrosiphoniella austriacae
Macrosiphoniella austriacae är en insektsart. Macrosiphoniella austriacae ingår i släktet Macrosiphoniella och familjen långrörsbladlöss. Inga underarter finns listade i Catalogue of Life.